# 林珠
林珠（？—？）為中國清朝武官官員，本籍廣東。林珠於1871年（同治10年）奉旨接替曾元福，於台灣地區擔任台灣北路協副將。而隸屬台灣鎮之下的此官職是台灣清治時期中的這階段，台南以北之台灣中南部及北部的駐地最高武官將領。1874年，因靖亂無方，遭清廷革職撤換。